# Saccolaimus
Saccolaimus là một chi động vật có vú trong họ Dơi bao, bộ Dơi. Chi này được Temminck miêu tả năm 1838. Loài điển hình của chi này là Taphozous saccolaimus Temminck, 1838.

## Các loài
Chi này gồm các loài: